# Jean Longnon
Pour les articles homonymes, voir Longnon.
Jean Longnon, né le 5 juillet 1887 à Paris, où il est mort le 31 octobre 1979,, est un archiviste, paléographe, historien et journaliste français. Il a été conservateur de la Bibliothèque de l'Institut de France. On lui doit différents ouvrages sur l'histoire de la Principauté de Morée.

## Biographie
Formé à l'École nationale des chartes, il fut l'un des collaborateurs de la Revue critique des idées et des livres de Jean Rivain et Eugène Marsan. Proche de l'Action française, il collabora à une étude critique de Georges Valois et François Renié sur les manuels scolaires de la Troisième République.
À partir de 1934, il fut bibliothécaire puis conservateur de la Bibliothèque de l'Institut de France (1945-1954). Par la suite, il sera bibliothécaire du Musée Condé à Chantilly (1954-1966). Historien, spécialiste du Moyen Âge et du Grand Siècle, il laissa de nombreux ouvrages et articles d'une grande érudition.
Le 26 juillet 1935, Jean Longnon est fait chevalier de la Légion d'honneur parmi la promotion du tricentenaire de l'Académie française et du muséum d'histoire naturelle.
En 1966, il reçoit le prix d'Aumale, à la fois de l'Académie française et de l'Académie des Sciences morales et politiques.

## Publications
- Les compagnons de Villehardouin : recherche sur les Croisés de la quatrième croisade, Genève, 1978.
- L’Empire Latin de Constantinople et la Principauté de Morée, Paris, Payot, 1949.

- Prix Gobert 1950 de l’Académie des inscriptions et belles-lettres.
- « Le rattachement de la principauté de Morée au royaume de Sicile en 1267 », Journal des Savants, Juillet-Septembre 1942, p. 134-143.
- Recherches sur la vie de Geoffroy de Villehardouin suivies du catalogue des actes des Villehardouin, Paris, 1939.
- Les Français d’outre-mer au Moyen Âge. Essai sur l’expansion française dans le bassin de la Méditerranée, Paris, 1929.

## Distinctions
- Chevalier de la Légion d'honneur